# Пунакха (провинция)
Пунакха (дзонг-кэ སྤུ་ན་ཁ་, вайли spu-na-kha) — одна из девяти исторических провинций Бутана.
Находилась на западе Бутана, соответствуя нынешнему дзонгхагу Пунакха. Административным центром была крепость Пунакха-дзонг в городе Пунакха, управляемая Пунакха-пенлопом. Но к концу XIX века, власть над провинцией перешла к про-британскому Тронгса-пенлопу.

## См. также

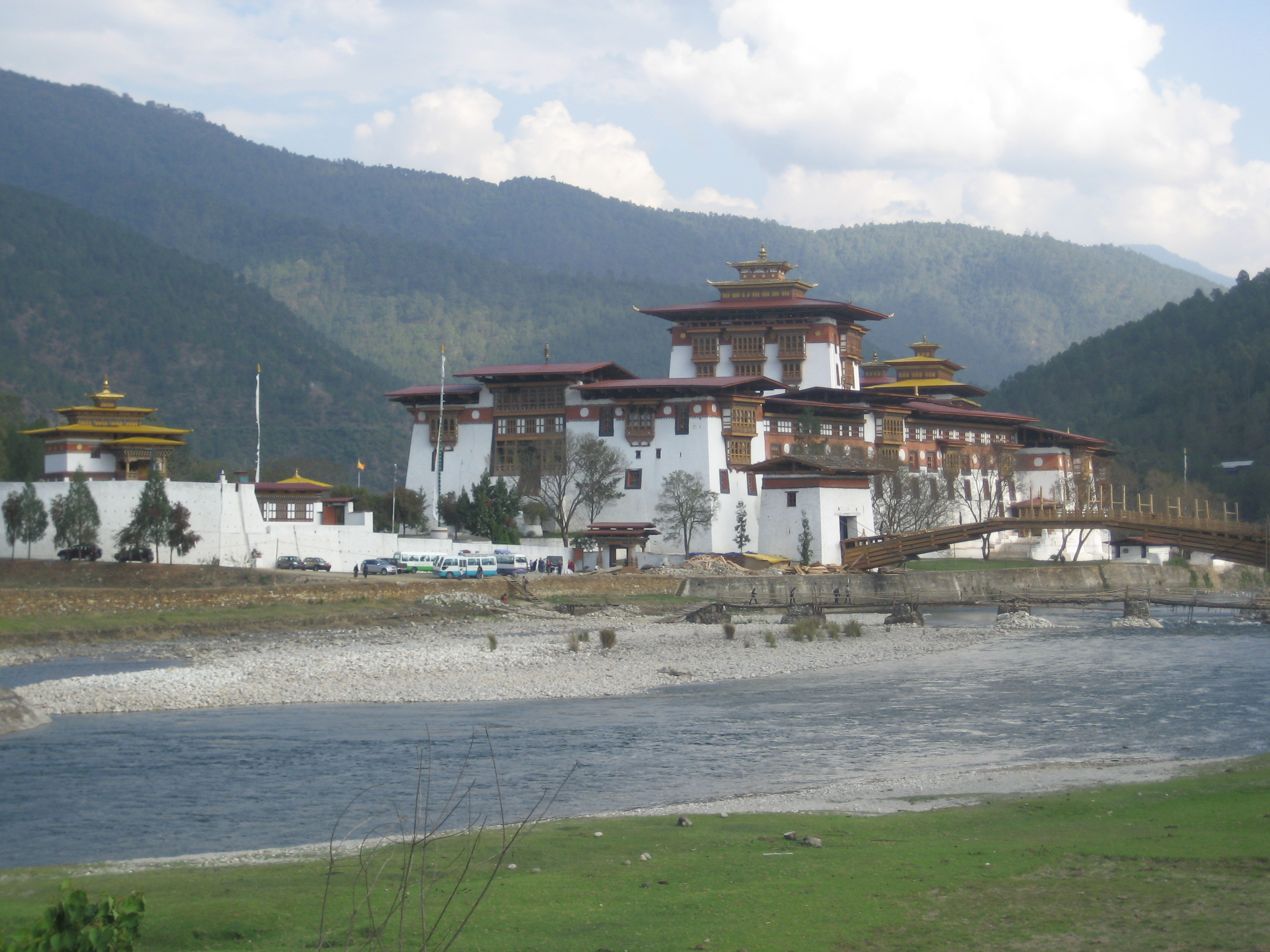
Пунакха-дзонг, административный центр провинции Пунакха